# Joseph Ducaju

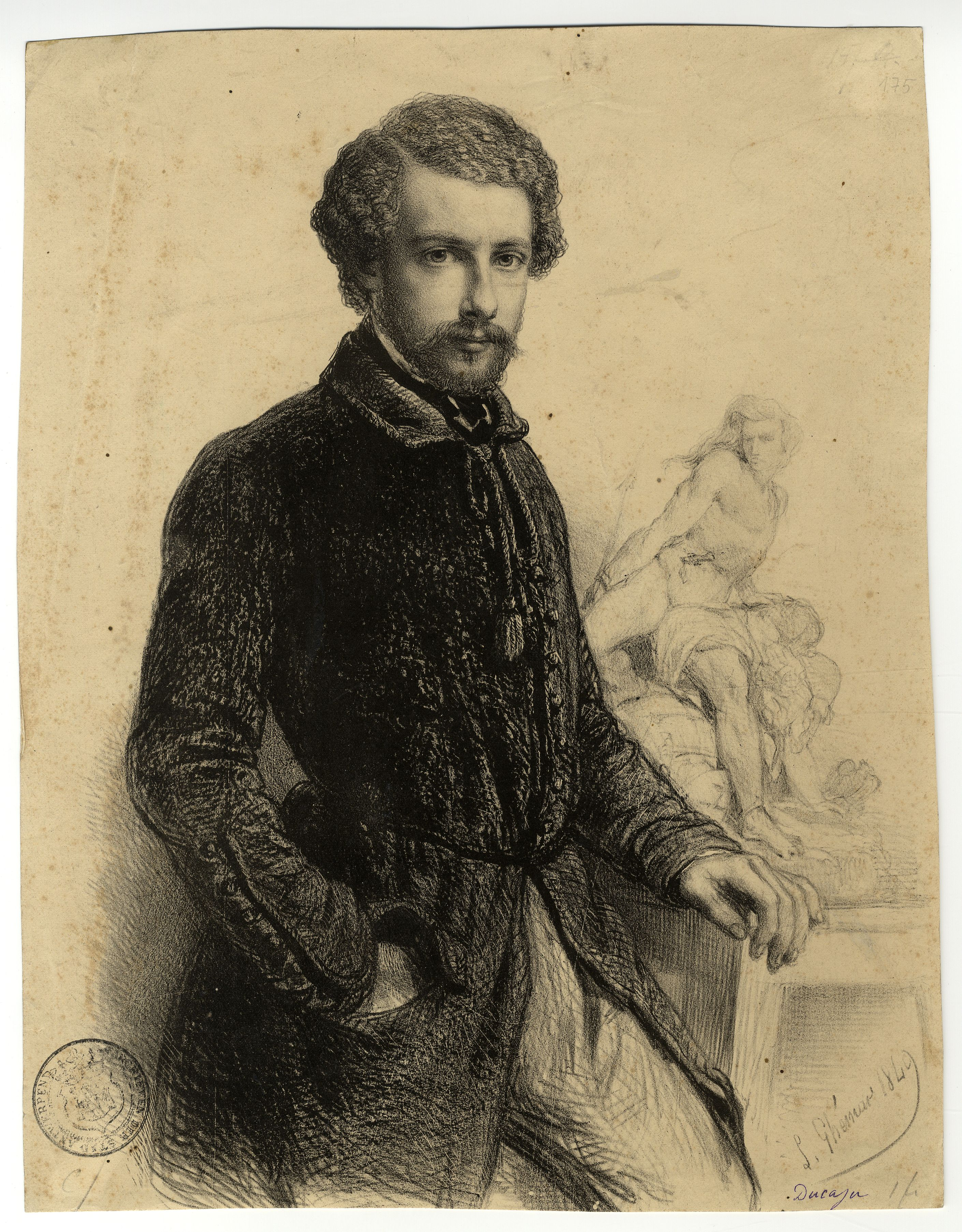
Joseph Ducaju

Joseph Jacques Ducaju (Antwerpen, 31 augustus 1823 - aldaar, 5 juli 1891) was een Belgische beeldhouwer en schilder.

## Standbeelden
Joseph Ducaju studeerde aan de Academie te Antwerpen waar hij les kreeg van Jozef Geefs. Daarna ging hij in de leer bij de beeldhouwers Govaerts en Vandermeer. Joseph Ducaju was lid van de Koninklijke Academie, lid van de Commissie van Monumenten en van de Commissie van het Museum van Oudheden. Beroepshalve was hij professor aan de Academie voor Schone Kunsten.
Het verdwenen standbeeld van Boduognat in Antwerpen was van zijn hand, alsook de beelden van David Teniers en baron Hendrik Leys in diezelfde stad. Hij vervaardigde het grafmonument Van Oosthuyse-de Jongh (1863) in de Sint-Petrus'-Bandenkerk in Rijsenburg. Het standbeeld van Gabriël Mudaeus in Brecht werd door hem gebeeldhouwd in 1865. Ook het in 1873 onthulde en op 9 juni 2020 verwijderde standbeeld van Leopold II op de markt van Ekeren was van zijn hand. In het Koninklijk Paleis in Brussel, maakte hij een beeld van koning Leopold II voor het Verbond van Kunsten, Letteren en Wetenschappen.

## Galerij

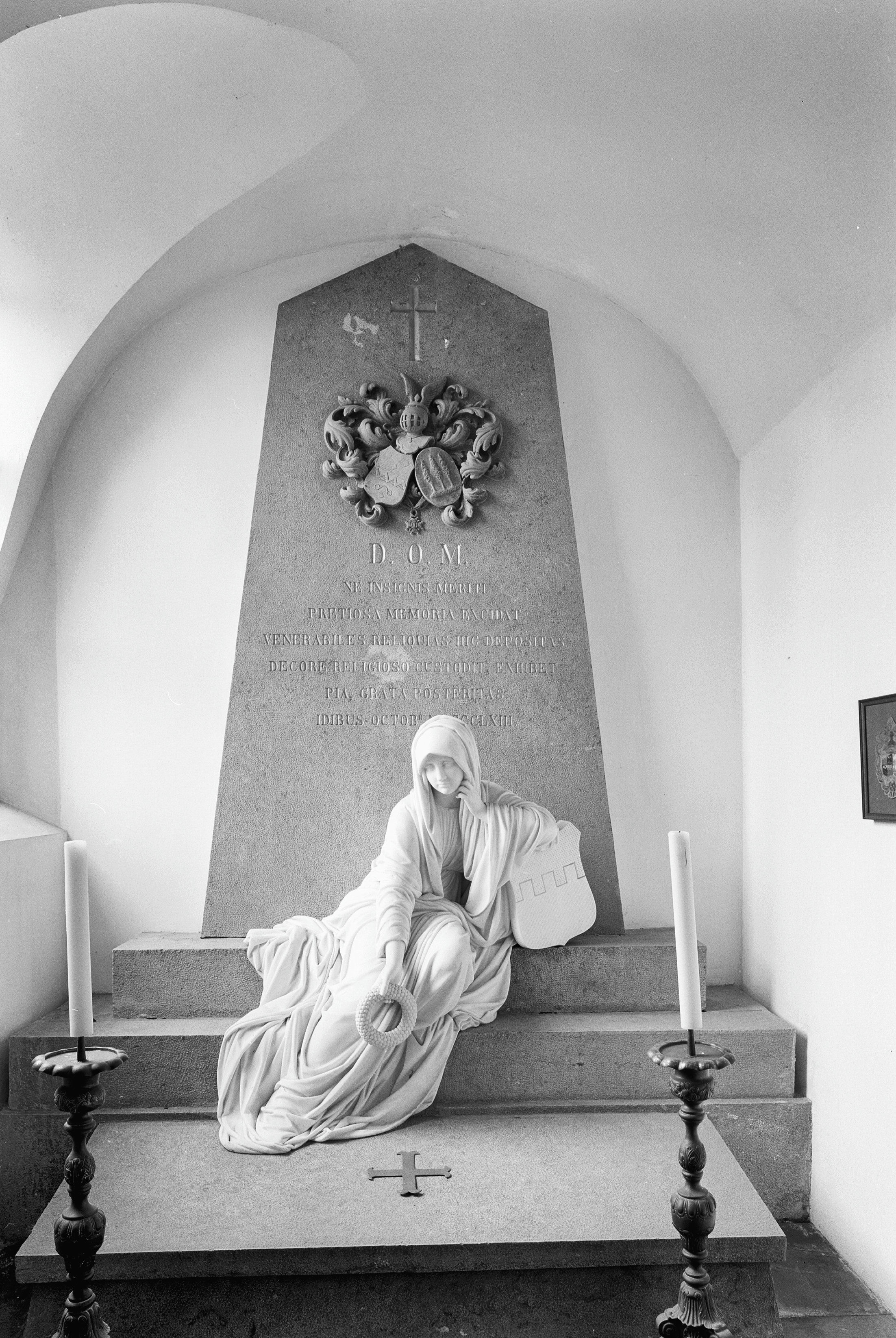
grafmonument Van Oosthuyse-de Jongh
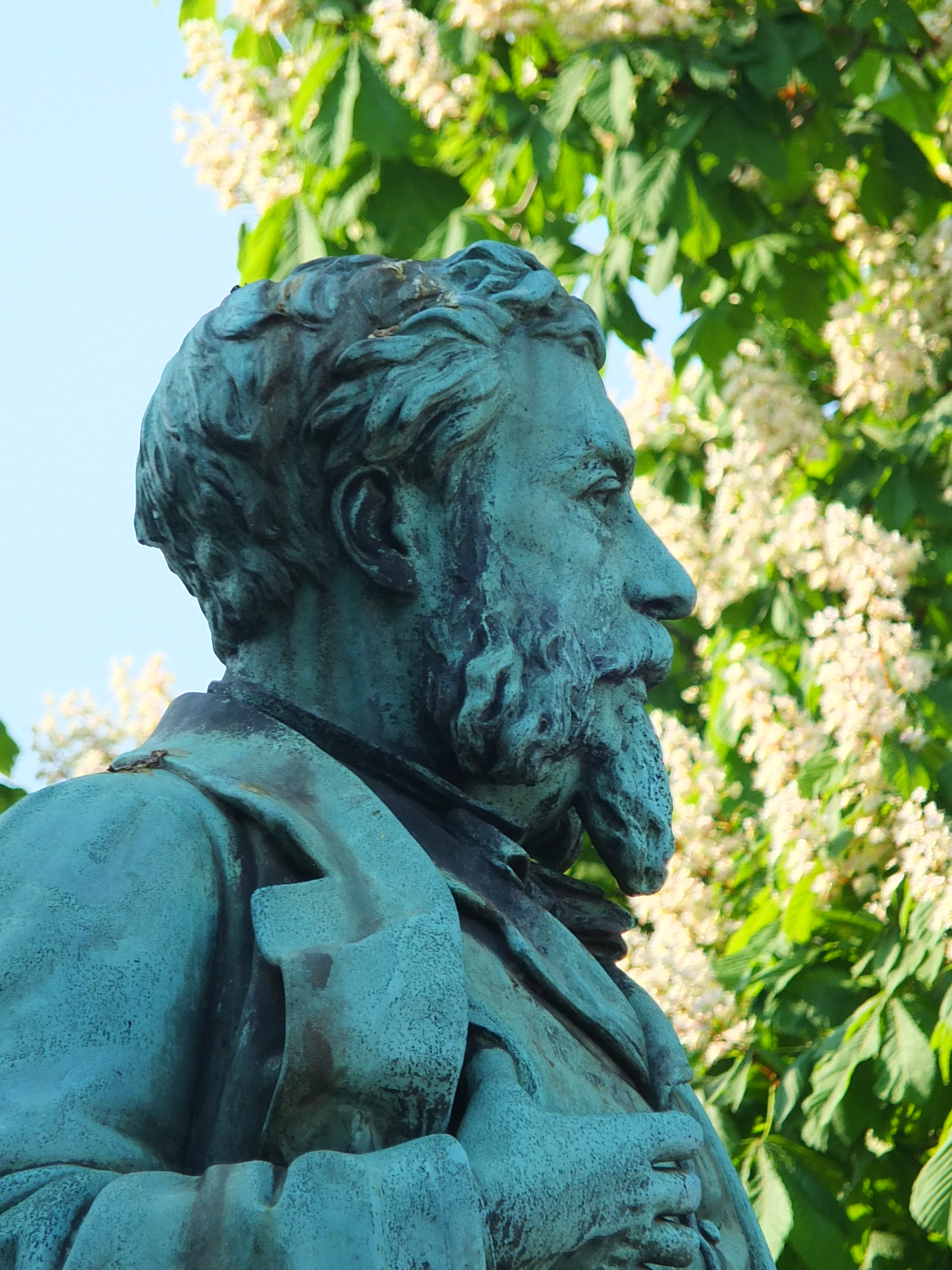
Baron Leys
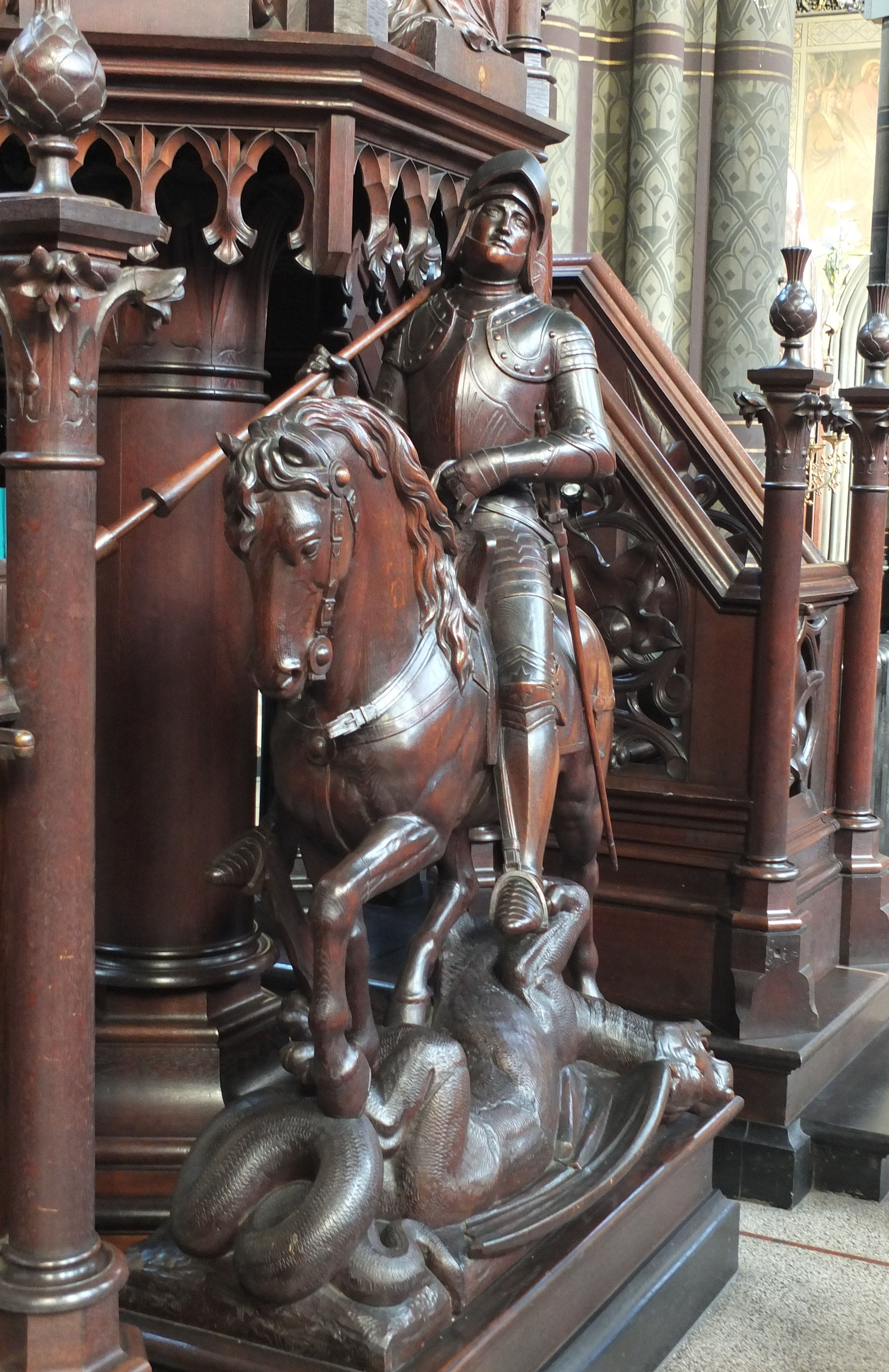
St-Joris en de draak
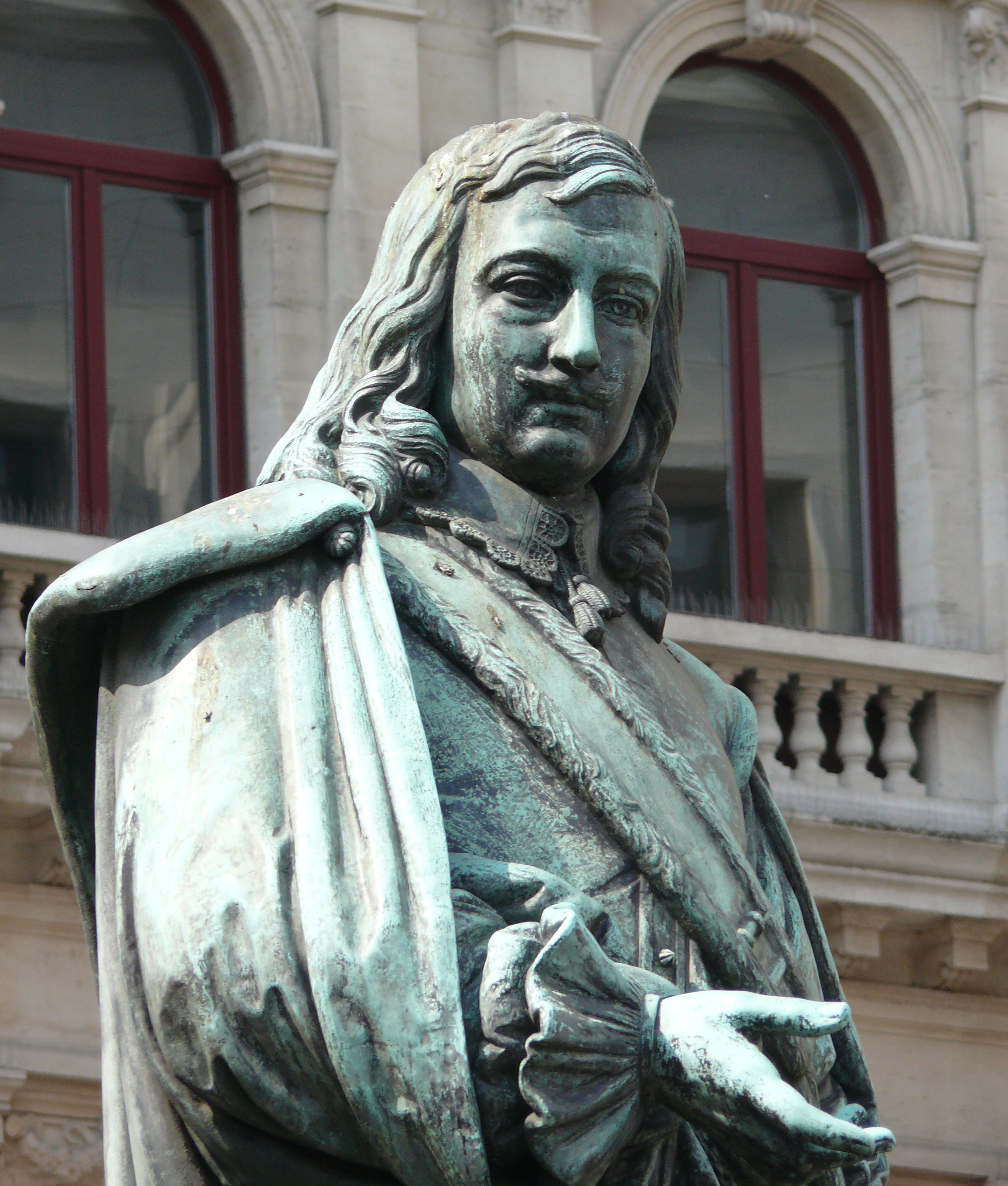
David Teniers
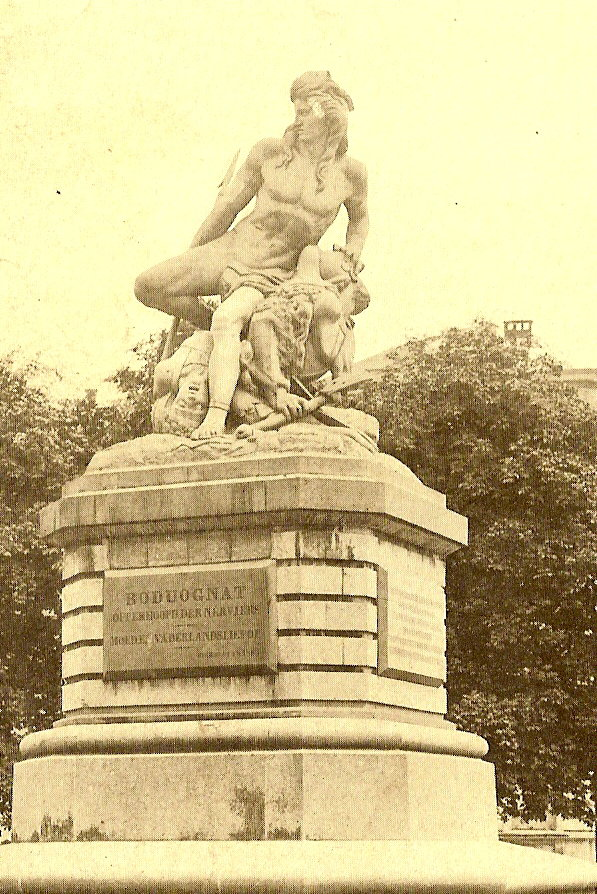
Boduognat Belgiëlei, Antwerpen. Afgebroken in 1954

- RKD-Nederlands Instituut voor Kunstgeschiedenis: 24500
- Union List of Artist Names: 500136000
- Virtual International Authority File: 150002249